# Djougou II
Djougou II è un arrondissement del Benin situato nella città di Djougou (dipartimento di Donga) con 21.238 abitanti (dato 2006).